# کلادیوس (شخصیت)
کلادیوس (انگلیسی: King Claudius) شخصیتی خیالی و اصلی‌ترین ضدقهرمان ویلیام شکسپیر در تراژدی هملت است. او برادر هملت بزرگ  و شوهر گرترود و عموی شاهزاده هملت است. او با مسموم کردن برادرش تخت شاهی دانمارک را غصب می‌کند و سپس با زن برادرش گرترود (مادر شاهزاده هملت) ازدواج می‌کند.
در پایان این تراژدی هملت پس از مجروح ساختن لایریتس برادر اوفلیا، کلودیوس را می‌کشد و خود نیز به وسیله شمشیری زهرآگین زخمی شده‌است نیز می‌میرد. هرچند که نام کلودیوس به صورت مستقیم اشاره‌ای است بر نام پادشاه دانمارک در نمایش‌نامه اما هیچ‌گاه این نام به صورت مستقیم توسط هیچ‌کدام از بازیگران در نمایش‌نامه ذکر نمی‌شود. همچنین این شخصیت خیالی ساخته شده به دست ویلیام شکسپیر، الهامی است بر شاه میراز در رمان شاهزاده کاسپین از مجموعه داستان‌های سرگذشت نارنیا اثر سی. اس. لوئیس.